# Стражът
„Стражът“ (на английски: The Sentinel) е американски политически екшън трилър от 2006 г. на режисьора Кларк Джонсън, базиран на едноименния роман от 2003 г., написан от Джералд Петиевич. Във филма участват Майкъл Дъглас, Кийфър Съдърланд, Ева Лонгория, Мартин Донован и Ким Бейсинджър.